# Аарбурги

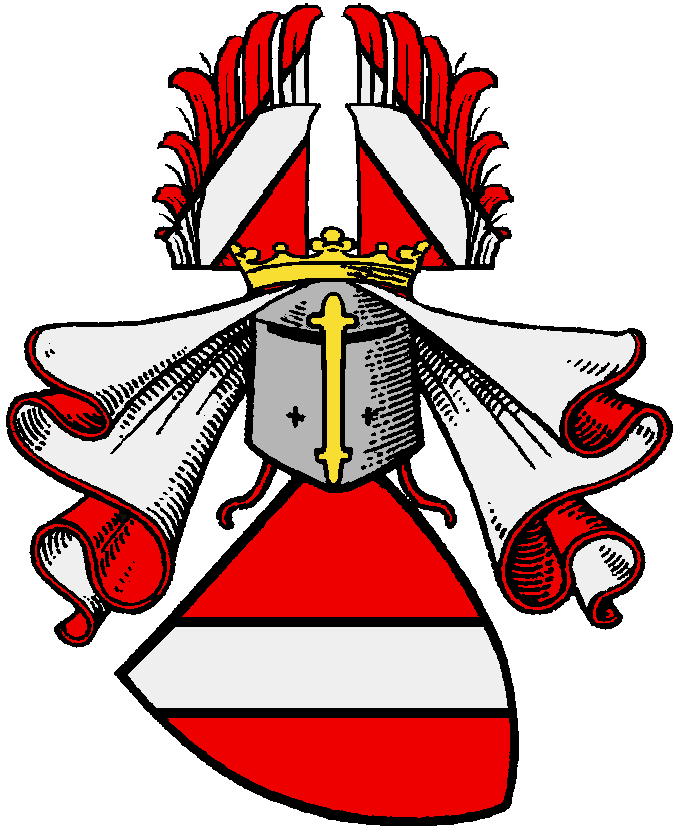
Герб.

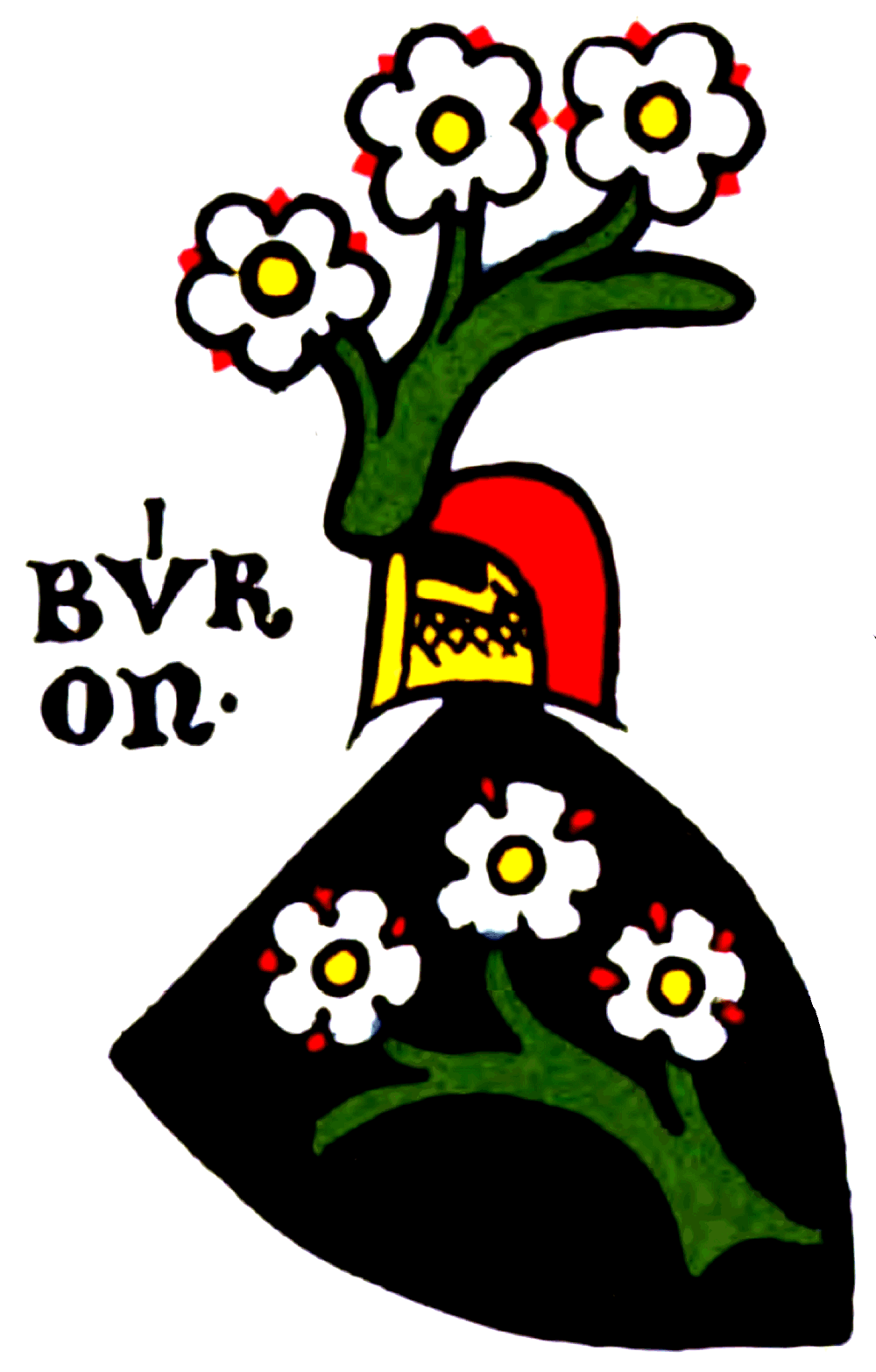
Герб из Цюрихского гербовника.

Баронская семья фон Аарбург — швейцарская дворянская семья, которая первоначально проживала в Бюроне.

## История
Первыми представителями семьи, которые были переданы в письменной форме, были Хоно фон Бюррон и его сын Луитольд фон Бюррон, чей сын Лютольд фон Аарбург уже упоминался в 1190 году под новой фамилией.
В XII в. семья правила сеньорией Бюрон, а с XIII в. также владели вотчиной аббатства Труб в Эмментале. В XIV в. Габсбурги доверили им правление сеньорией Рюд-им-Аргау и амтом Грюнинген. В первой половине века главой семьи был Рудольф I Аарбургский, его сыновья Рудольф и Лютольд правили совсемстно с 1357 г.
В XV в. семья унаследовала Симменегг в Симментале, а также Гутенбург в Оберааргау и замок Майенфельд. В 1424 г. Тьюринг фон Аарбург получил семейное наследство, в 1430 г. купил владения Шенкенберг.
Бароны Аарбурга подчинялись династии Габсбургов до начала XV в., прежде чем перешли под сюзеренитет Берна.

## Герб
На гербе изображена серебряная косая полоса на красном щите. На руле, с красно-серебристыми чехлами, красный оперение с серебряными косыми полосами. Здесь герб такой же, как у фогтландско-верхнефранконско-саксонских министерских семей Мешков.
С другой стороны Цюрихский гербовник называет гербом семейства три белые розы чёрного цвета на зелёном стебле, наклоненном вправо.